# Патара-Тонети
Патара-Тонети (груз. პატარა თონეთი) — село в Грузии, на территории Тетрицкаройского муниципалитета края (мхаре) Квемо-Картли.

## География
Село находится в юго-восточной части Грузии, к северу от реки Алгети, на расстоянии приблизительно 12 километров (по прямой) к северу от города Тетри-Цкаро, административного центра муниципалитета. Абсолютная высота — 1128 метров над уровнем моря.

## Население
По результатам официальной переписи населения 2014 года в Патара-Тонети проживало 59 человек (28 мужчин и 31 женщина). В национальной структуре населения грузины составляли 100 %.
| Год  | Население, человек |
| ---- | ------------------ |
| 2002 | 140                |
| 2014 | ↘ 59               |